# تقلیدآباد (زرندیه)
تقلیدآباد روستایی است از توابع بخش مرکزی شهرستان زرندیه در استان مرکزی ایران.

## جمعیت
این روستا در دهستان حکیم‌آباد قرار دارد و براساس سرشماری مرکز آمار ایران در سال ۱۳۸۵، جمعیت آن ۱۰۲۳ نفر (۲۵۱ خانوار) است.